# قانون أساسي
القانون الأساسي هو إما دستور مقنن، أو في البلدان ذات الدساتير غير المقننة، قانون يمنح سلطات وسلطات الدستور. يستخدم مصطلح القانون الأساسي في بعض الأماكن كبديل لـ «الدستور»، مما يعني ضمناً أنه إجراء مؤقت ولكنه ضروري دون سن دستور رسمي. يستخدم الاسم بشكل عام للإشارة إلى طبيعة مؤقتة أو عابرة، أو لتجنب الادعاء بأنه «أعلى قانون»، غالبًا لأسباب دينية. في ألمانيا الغربية، استخدم مصطلح «القانون الأساسي» للإشارة إلى أن القانون الأساسي كان مؤقتًا حتى إعادة توحيد ألمانيا في نهاية المطاف. ولكن في عام 1990 لم يتم اعتماد دستور جديد وبدلاً من ذلك تم اعتماد القانون الأساسي في جميع أنحاء الأراضي الألمانية بأكملها. القانون الأساسي راسخ في أنه يلغي القانون العادي الذي يقره المجلس التشريعي. المناطق الإدارية الخاصة لجمهورية الصين الشعبية، وهي هونغ كونغ وماكاو، لديها قوانين أساسية كوثائق دستورية. القوانين الأساسية هي أعلى سلطة، على التوالي، في الأقاليم، بينما تقع حقوق التعديل والتفسير على عاتق اللجنة الدائمة للمجلس الوطني لنواب الشعب الصيني لجمهورية الصين الشعبية.

## قائمة القوانين الأساسية
- القانون الأساسي لجمهورية ألمانيا الاتحادية.
- القانون الأساسي لهونج كونج.
- القانون الأساسي لماكاو.
- القوانين الأساسية لإسرائيل.
- القانون الأساسي للمملكة العربية السعودية.
- القانون الأساسي للسلطة الوطنية الفلسطينية.
- الهيكل الأساسي للدستور الهندي.
- القوانين الأساسية للسويد.
- قانون بانغسامورو العضوي (يسمى أحيانًا قانون بانغسامورو الأساسي).

## انظر ايضًا
- دستور
- الدستورية الاقتصاد